# Бумбуку-тягама

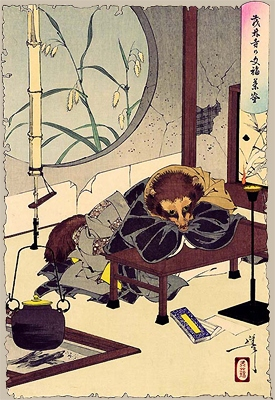
Иллюстрация к сказке Цукиоки Ёситоси, 1889—1892 гг.

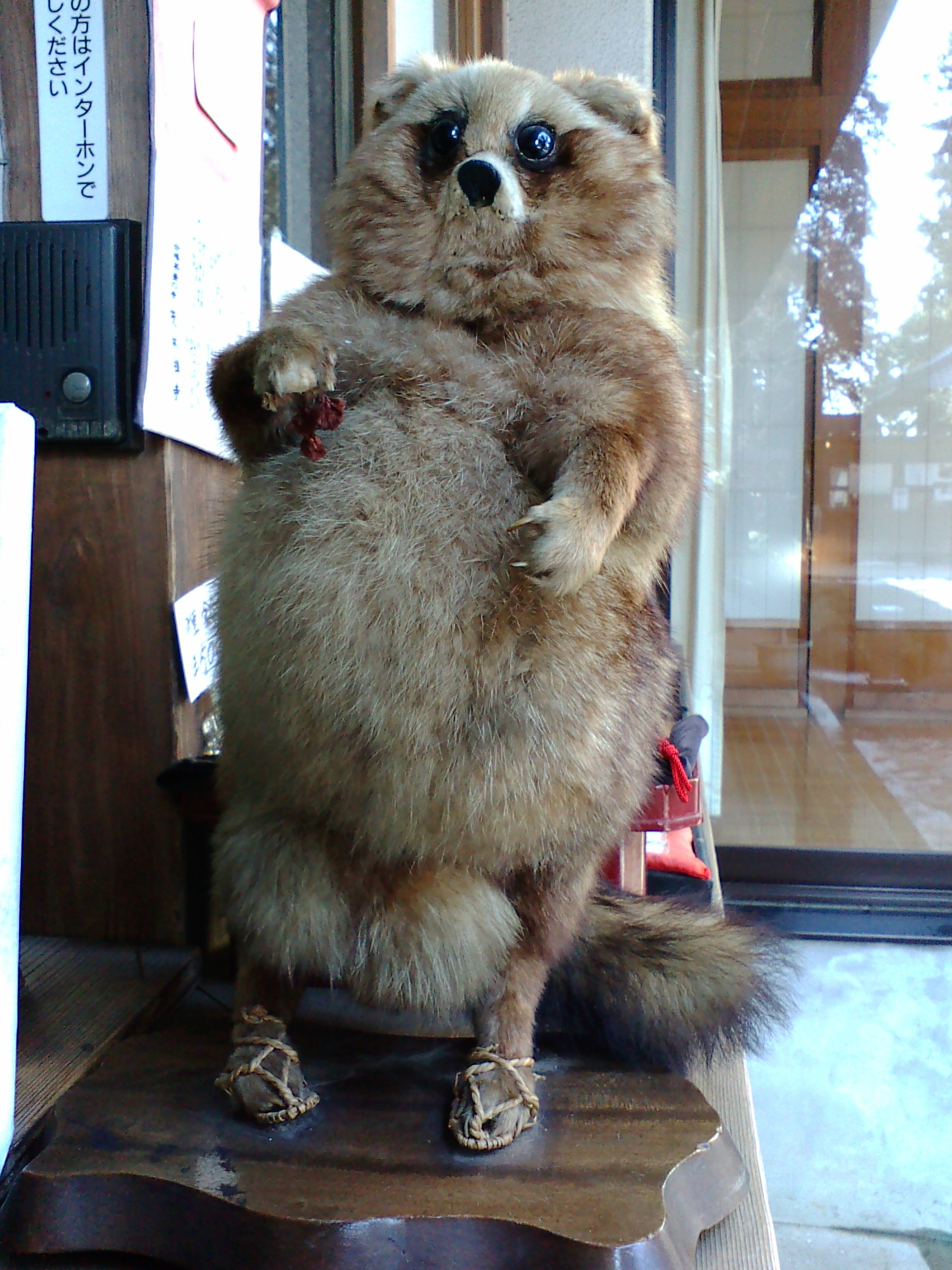
Таксидермическое чучело енотовидной собаки, стоящей на задних лапах и обутой в варадзи, выставлено при буддийском храме города Татебаяси

Бумбуку-тягама (яп. ぶんぶく茶釜) — японская народная сказка о тануки (енотовидной собаке-оборотне), который превращается в котелок для чая, чтобы вознаградить своего спасителя за доброту. В качестве ёкая этот котелок называют Мориндзи-но-кама (яп. 茂林寺の釜, «Котелок из храма Морин»). Считается, что горячая вода внутри чайника никогда не иссякает. Котелок появляется в японских манге и аниме «Хладнокровный Ходзуки».

## Сюжет
Бумбуку-тягама примерно переводится как «счастье, переполняющееся как чайник». История рассказывает о бедном человеке, который находит попавшего в ловушку тануки. Чувствуя жалость к животному, он освобождает его. В ту ночь, тануки приходит в дом бедняка, чтобы поблагодарить его за доброту. Он превращается в чайный котелок и предлагает человеку, продавать его за деньги.
Человек продает чайный котелок монаху, который забирает его с собой, и после жёсткой очистки, ставит над огнём, чтобы вскипятить воду. Не выдержав жары, чайник-тануки отращивает лапы и в таком, полупреобразованном виде, удирает от монаха.
Тануки возвращается к бедняку с другой идеей: создать придорожный цирк-представление с чайным котелком, ходящим по натянутому канату, и взимать входную плату с желающих посмотреть на этот номер. План сработал, и каждый из компаньонов получил выгоду: человек больше не нуждался в деньгах, а у тануки появился друг и дом.
В одном варианте этой истории, тануки не может вернуться от монаха и остаётся в трансформированном виде как получайник. Потрясенный монах решает оставить чайный котелок в качестве подношения своему бедному храму, решая не использовать его впредь для приготовления чая. Храм Морин(дзи) в конечном итоге становится известен своим танцующим чайным котелком.